# 圣若瑟堂 (新加坡)
1°17′53.6″N 103°51′11.5″E / 1.298222°N 103.853194°E

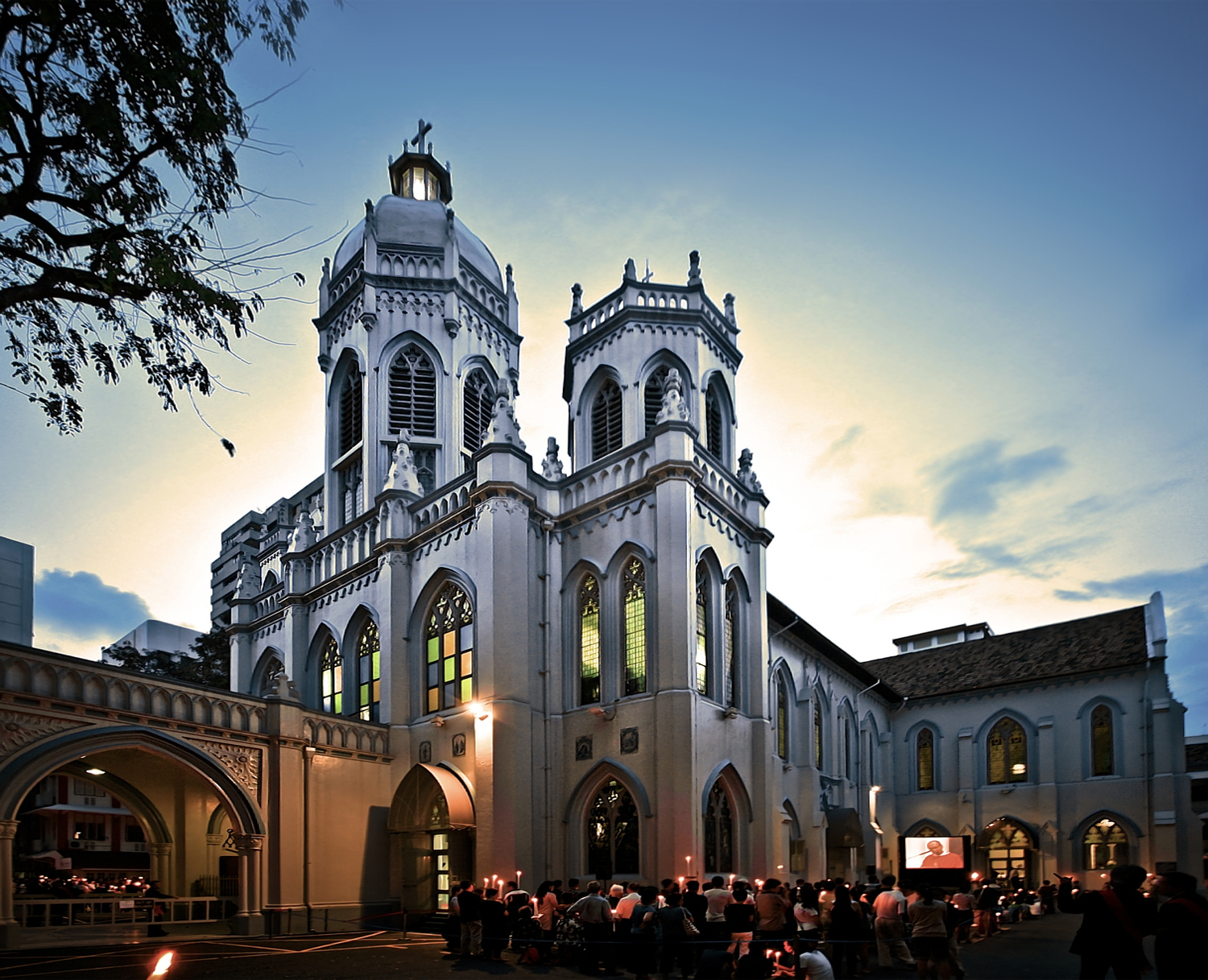
圣若瑟堂

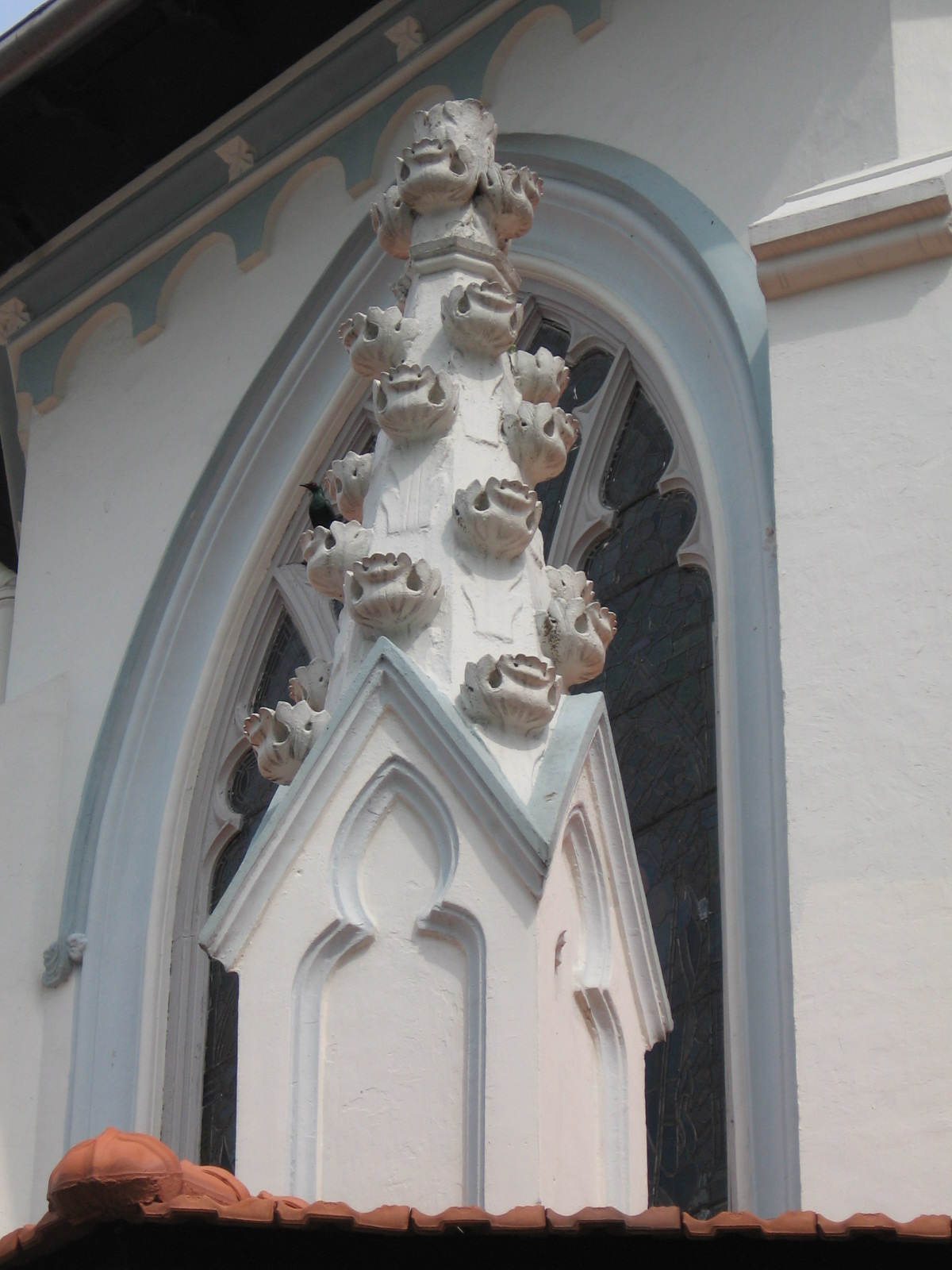

圣若瑟堂（Saint Joseph's Church）是新加坡一座罗马天主教教堂，位于新加坡中区的中央商务区内的维多利亚街。

## 历史
该教堂由葡萄牙传教会兴建于1851年到1853年，1906年坍塌后重建，到1912年完成，哥特式风格，圣若瑟堂以每年的耶稣受难节游行著称，2005年1月14日，圣若瑟堂列为新加坡国家古迹，2006年9月4日至11月12日，该教堂为新加坡双年展场地之一，聖堂現時由聖十字架及主業監督團管理。

## 牧職團
- 主任司鐸: Joe Lopez神父
- 助理司鐸: 吳培根神父